# 新多利納
46°24′12″N 30°35′3″E / 46.40333°N 30.58417°E
新多利納（烏克蘭語：Нова Долина）是位於烏克蘭西南部的村莊，由敖德萨州敖德萨区的阿萬哈爾德市鎮負責管轄。該村始建於1955年，面積1.38平方公里，海拔高度27米，人口2,500。